# Třída Boadicea
Třída Boadicea byla třída lehkých křižníků Royal Navy. Celkem byly postaveny dvě jednotky této třídy. Jednalo se o menší lodi označované jako Scouts (předzvědný křižník). Měly sloužit jako vůdčí lodi torpédoborců, jejichž novým typům však již nestačily rychlostí. Roku 1917 byly upraveny na minonosky.

## Stavba
V rámci programu pro rok 1907 britské námořnictvo objednalo dva malé křižníky určené pro spolupráci s torpédoborci. Dvě jednotky třídy Sentinel postavila v letech 1907–1910 loděnice Pembroke Dockyard.
Jednotky třídy Boadicea:
| Jméno    | Loděnice          | Založení kýlu  | Spuštěna        | Vstup do služby | Poznámka                                              |
| -------- | ----------------- | -------------- | --------------- | --------------- | ----------------------------------------------------- |
| Boadicea | Pembroke Dockyard | 1. června 1907 | 14. května 1908 | červen 1909     | Roku 1917 upraven na minonosku. Prodán do šrotu 1926. |
| Bellona  | Pembroke Dockyard | 6. června 1908 | 20. března 1909 | únor 1910       | Roku 1917 upraven na minonosku. Prodán do šrotu 1921. |

## Konstrukce

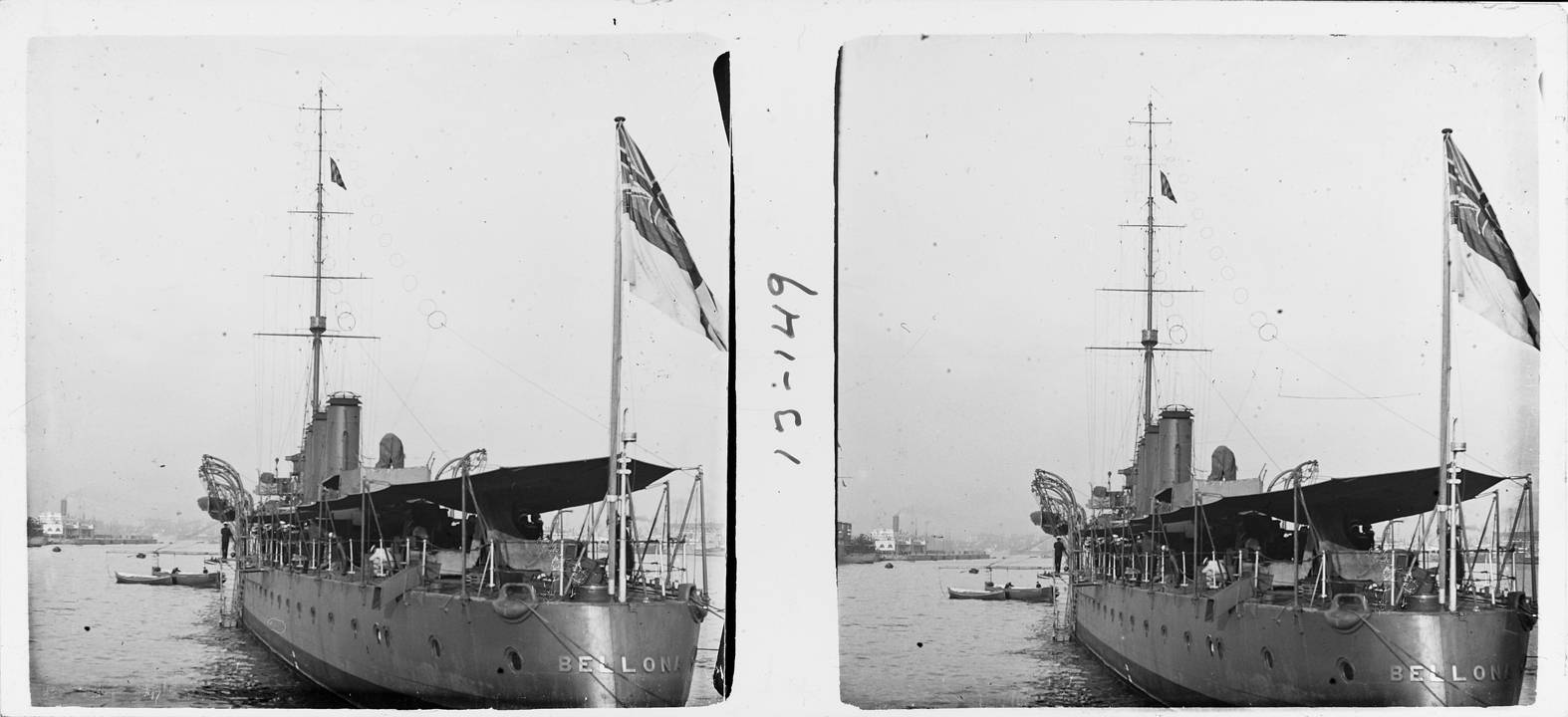
HMS Bellona

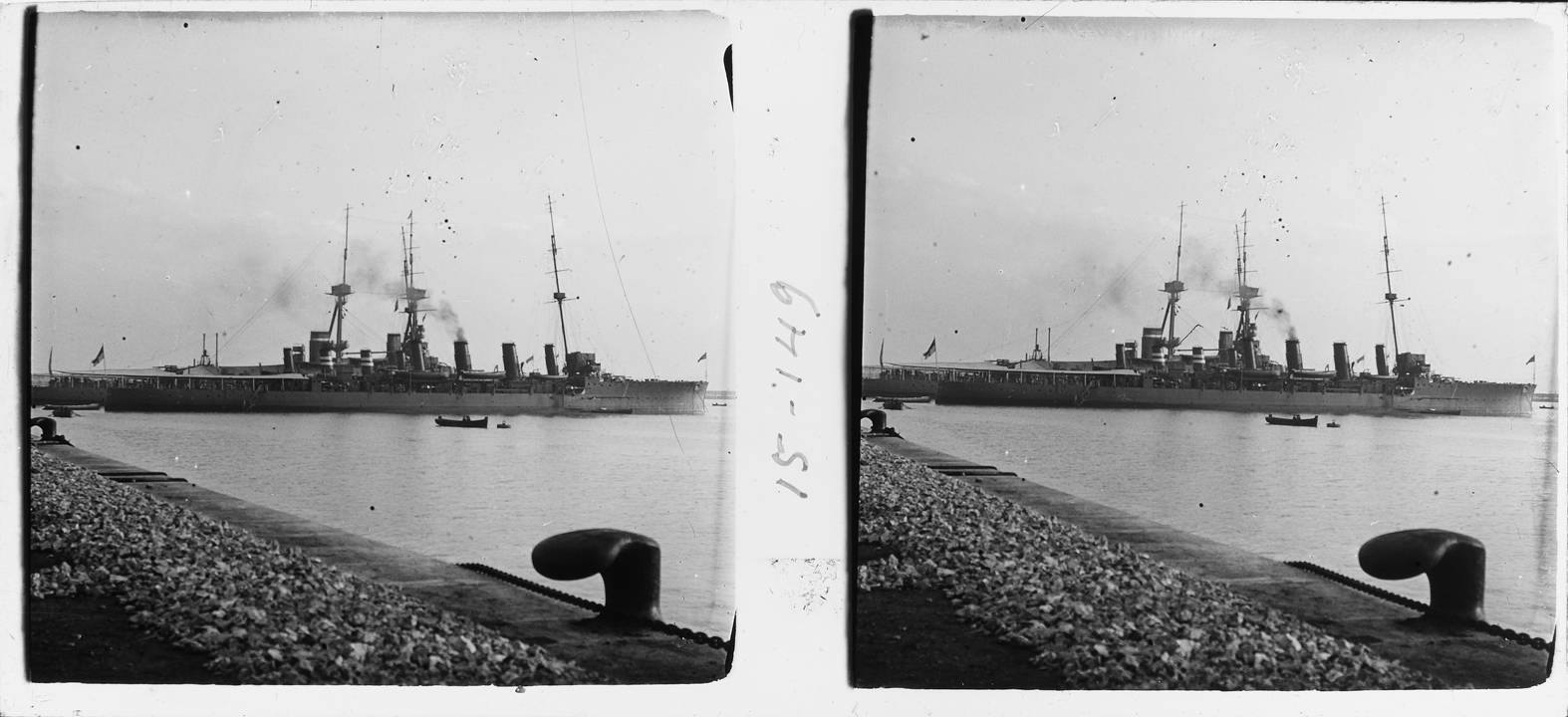
Bellona

Pohonný systém křižníků chránilo lehké pancéřování. Výzbroj tvořilo šest 102mm/50 kanónů BL Mk.VIII, čtyři 47mm kanóny a dva 457mm torpédomety. Pohonný systém tvořilo dvanáct kotlů Yarrow a čtyři parní turbíny Parsons o výkonu 18 000 shp, pohánějící čtyři lodní šrouby. Nejvyšší rychlost byla 25 uzlů.

### Modifikace
Roku 1916 byla výzbroj posílena o čtyři 102mm kanóny a jeden protiletadlový 76mm kanón. Roku 1918 byl protiletadlový kanón nahrazen jedním novým ráže 102 mm. Roku 1917 byly oba křižníky upraveny na minonosky.

## Osudy
Obě lodi byly v aktivní službě v době první světové války. Na jejím počátku byly součástí Velkého loďstva. Bellona sloužila jako předzvědný křižník u 1. eskadry bitevních lodí, zatímco Boadicea plnila stejnou úlohu u 2. eskadry bitevních lodí. Obě lodi se na přelomu května a června 1916 účastnily bitvy u Jutska. V roce 1917 byly obě lodi používány jako minonosky. Křižník Bellona při třech akcích položil 306 a jeho sesterská loď Bellona položila při stejném počtu akcí 184 min. Jak Boadicea, tak Bellona válku přečkaly a byly sešrotovány ve 20. letech. Bellona byla vyřazena roku 1921 a Boadicea roku 1926.